# Die frechen Teens drehen ein neues Ding
Die frechen Teens drehen ein neues Ding (Originaltitel: Classe mista) ist eine italienische Erotikkomödie des Regisseurs Mariano Laurenti aus dem Jahr 1976.
Die Sexklamotte mit Slapstick-Einlagen ist in Deutschland unter diversen Namen erschienen, so unter anderem als Die flotten Teens dreh'n ein neues Ding, als Freche Teens drehen ein tolles Ding oder als Flotte Teens dreh'n ein tolles Ding.
Das Werk wurde erstmals am 15. Juni 1979 in Deutschland veröffentlicht.

## Handlung
An einer weiterführenden Schule tritt die rothaarige, äußerst attraktive Carla Moretti ihre neue Stellung als Literatur-Pädagogin an. Das neue Mitglied des Lehrkörpers sorgt mit ihren weiblichen Reizen sogleich für reichlich Chaos. Fasziniert wohnen die drei Freunde Salvatore, Angelino und der schüchterne Tonino Carlas Unterrichtseinheiten bei. Der unerfahrene Tonino verliebt sich schließlich in die bieder wirkende Lehrerin, die fortan den Schwärmereien der Jugendlichen ausgesetzt ist. Salvatore, der Aufreißer der Schule, spielt seinen Freunden eine heimliche Liebesbeziehung mit Carla vor, obgleich die Ausgewählte alle Annäherungen vehement zurückweist. Der verbitterte Tonino glaubt zunächst, dass er chancenlos sei, da er nicht über den Charme seines Nebenbuhlers verfügt. Dennoch gelingt es ihm, zwischenzeitlich sammelt er erste sexuelle Erfahrungen bei seiner verwitweten Tante Tecla, das Herz und die Zuneigung Carlas zu erobern. Am Ende wird die Schönheit an eine andere Schule versetzt.

## Kritiken
Das Lexikon des internationalen Films meinte zusammenfassend, dass die Produktion „unzählige zotige Sprüche und schwachsinniger Situationskomik“ biete und „überhaupt nicht lustig“ sei.